# 심곡동 (부천시)
심곡동(深谷洞)은 대한민국 경기도 부천시 원미구의 행정동이자 법정동이다.

## 지명 유래
심곡1·2·3동의 유래 심이는 토박이말로 깊은 ‘구지’를 나타냄은 한자 자체에서도 알 수 있다. 그렇기 때문에 산골자기 아닌 허허벌판 마을에 심곡이 붙는 것은 본래의 의미와는 거리가 있다. 이들 지역에도 전해지고 있는 고유한 명칭이 있기 마련이다. 그렇기 때문에 심곡1동은 벌막, 심곡2동은 진말, 심곡3동은 먹적골이라 부른다.

## 법정동
- 심곡동
- 소사동(素砂洞)
- 원미동(遠美洞) 일부

## 인구

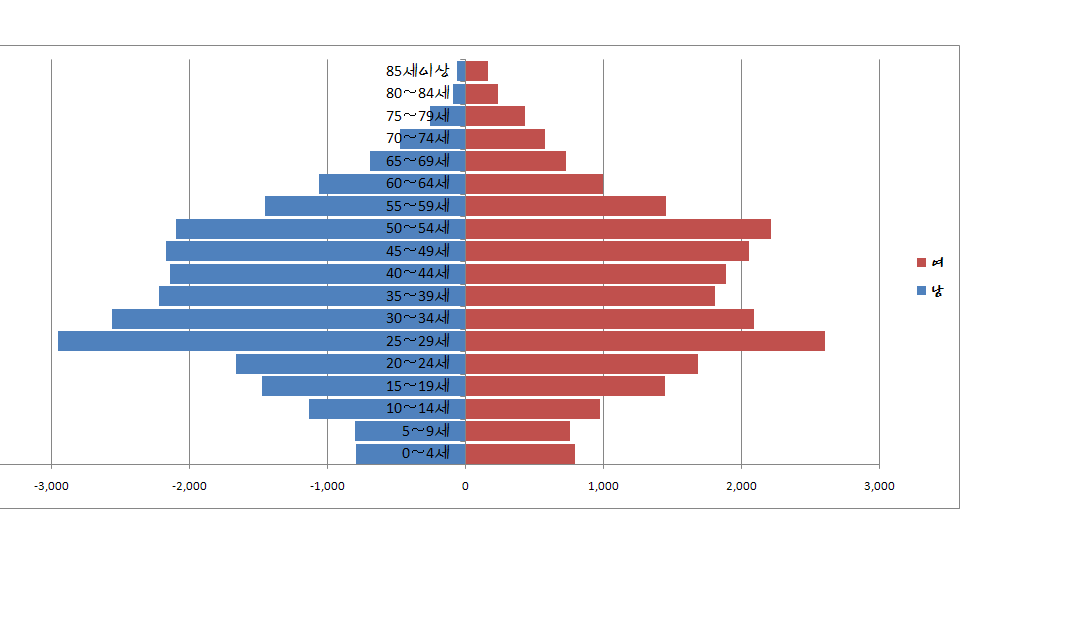
2010년 심곡동 인구구조

2010년 심곡동의 인구는 47,013명이고 이중 남자는 24,181명, 여자는 22,832명으로 남자가 많고 성비는 105.9이다. 14세 이하의 유소년 인구의 비율은 11.2%로 부천시 평균 15.8%보다 낮고 노년 인구 비율은 7.9%이고, 가장 인구가 많은 연령대는 25~29세이다.

## 교육

### 초등학교
- 심곡초등학교
- 원미초등학교

### 중학교
- 심곡중학교
- 소명여자중학교

### 고등학교
- 소명여자고등학교

### 대학교
- 부천대학교

## 명소
- 먹적골 공원
- 향림사
- 부흥시장

## 사진
심곡1동 행정복지센터 : 경기도 부천시 원미구 장말로351번길 9

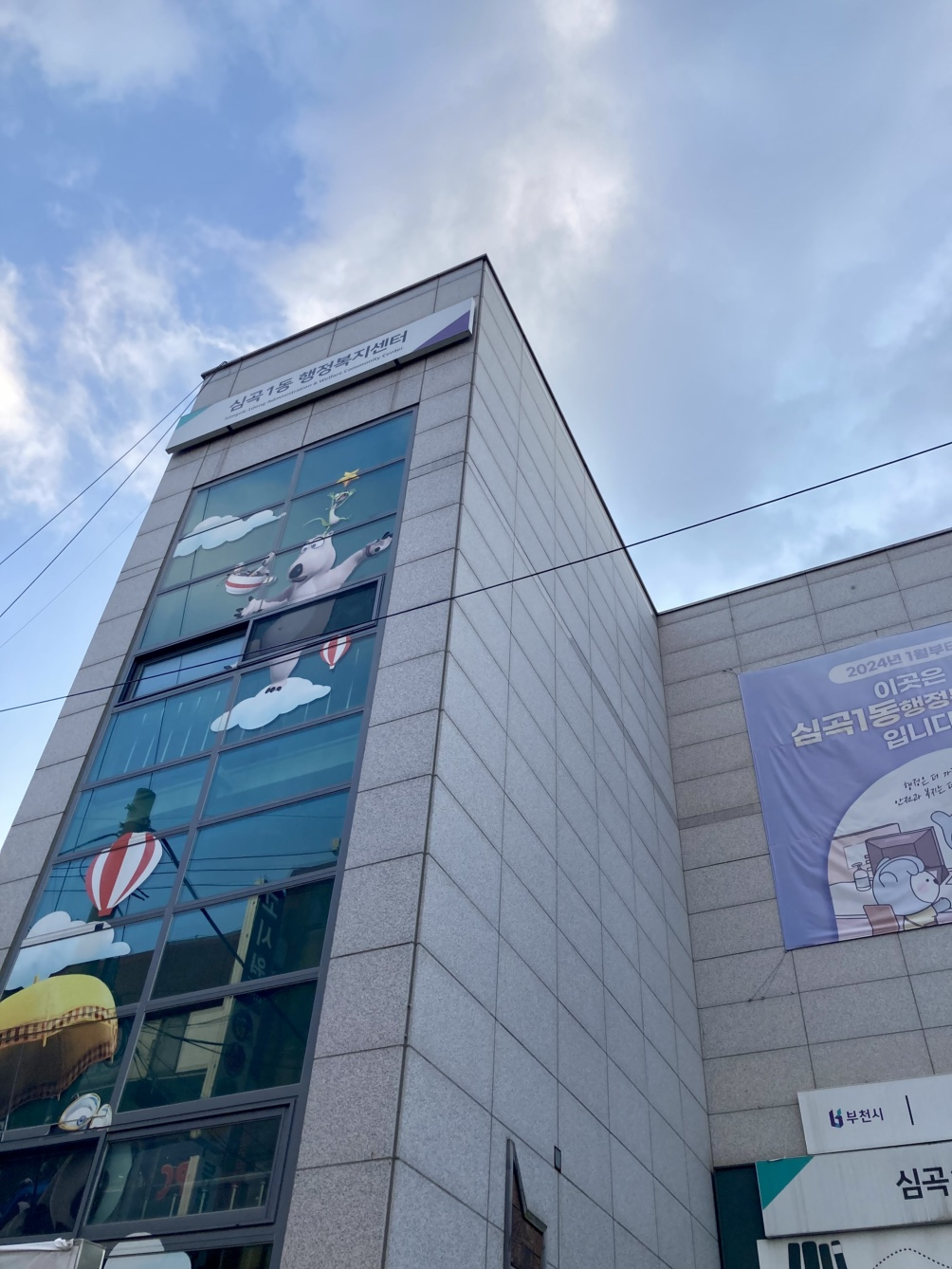
심곡1동행정복지센터 본건물
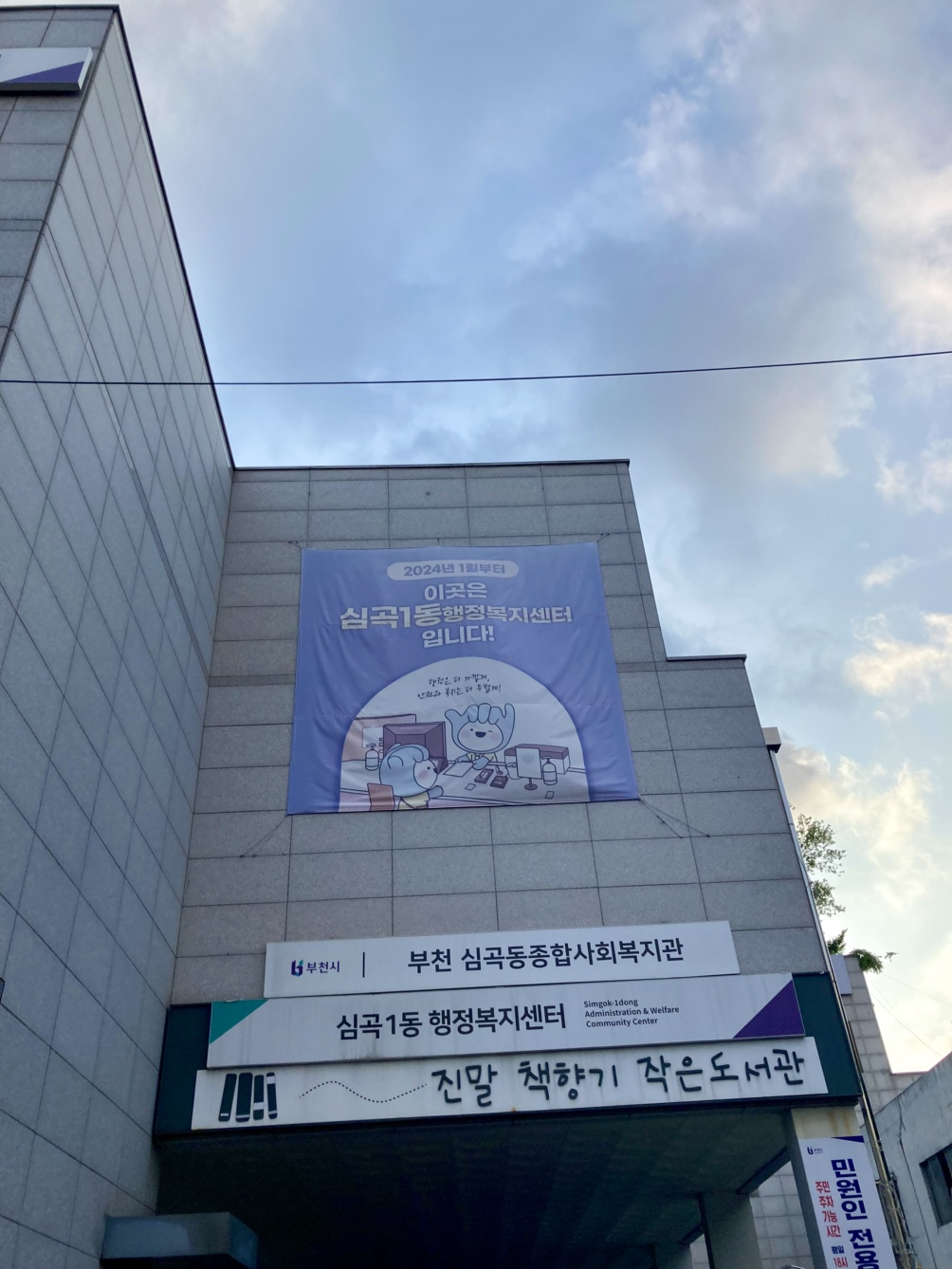
심곡1동행정복지센터 현수막
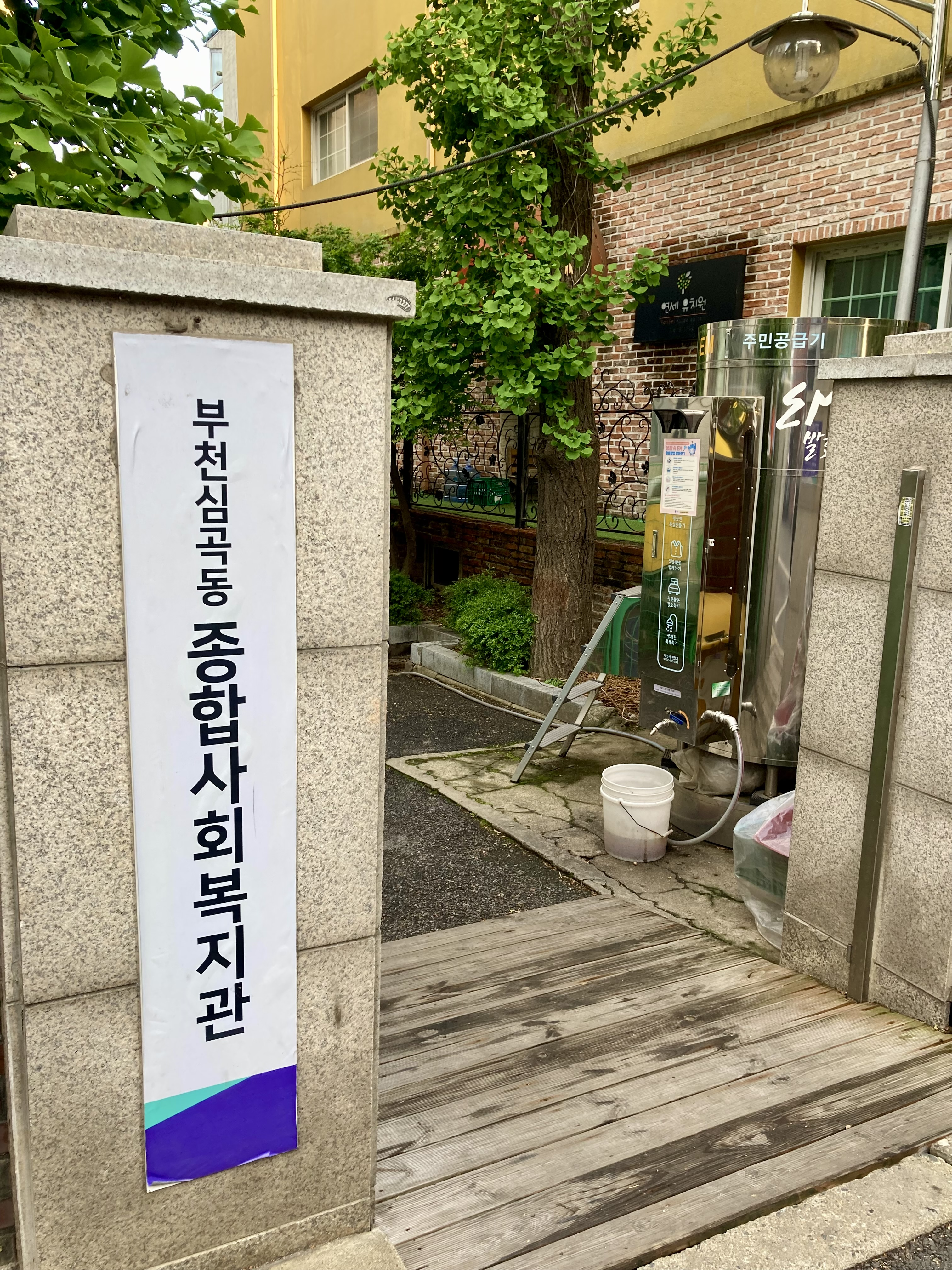
심곡1동행정복지센터 종합사회복지관

## 같이 보기
- 심곡본동